# Meniń Qazaqstanym
Menıñ Qazaqstanym (O mio Kazakistan) è l'Inno nazionale del Kazakistan, adottato il 7 gennaio 2006.

## Testo

### Testo in kazako
| Alfabeto latino | Alfabeto cirillico | Alfabeto perso-arabo | Alfabeto dell'Orhon | Trascrizione AFI |
| --- | --- | --- | --- | --- |
| Altyn kün aspany, Altyn dän dalasy, Erlıktıñ dastany – Elıme qaraşy! Ejelden er degen, Dañqymyz şyqty ğoi, Namysyn bermegen, Qazağym myqty ğoi! Qaiyrmasy: Menıñ elım, menıñ elım, Gülıñ bolyp egılemın, Jyryñ bolyp tögılemın, elım! Tuğan jerım menıñ — Qazaqstanym! Ūrpaqqa jol aşqan, Keñ baitaq jerım bar. Bırlıgı jarasqan, Täuelsız elım bar. Qarsy alğan uaqytty, Mäñgılık dosyndai. Bızdıñ el baqytty, Bızdıñ el osyndai! Qaiyrmasy | Алтын күн аспаны, Алтын дән даласы, Ерліктің дастаны – Еліме қарашы! Ежелден ер деген, Даңқымыз шықты ғой, Намысын бермеген, Қазағым мықты ғой! Қайырмасы: Менің елім, менің елім, Гүлің болып егілемін, Жырың болып төгілемін, елім! Туған жерім менің — Қазақстаным! Ұрпаққа жол ашқан, Кең байтақ жерім бар. Бірлігі жарасқан, Тәуелсіз елім бар. Қарсы алған уақытты, Мәңгілік досындай. Біздің ел бақытты, Біздің ел осындай! Қайырмасы | التىن كۇن اسپانى، التىن ءدان دالاسى، ەرلىكتىڭ داستانى، ەلىمە قاراشى! ەجەلدەن ەر دەگەن، داڭقىمىز شىقتى عوي. نامىسىن بەرمەگەن، قازاعىم مىقتى عوي! :قايىرماسى مەنىڭ ەلىم، مەنىڭ ەلىم، گۇلىڭ بولىپ ەگىلەمىن، جىرىڭ بولىپ توگىلەمىن، ەلىم! تۋعان جەرىم مەنىڭ – قازاقستانىم! ۇرپاققا جول اشقان، كەڭ بايتاق جەرىم بار. بىرلىگى جاراسقان، تاۋەلسىز ەلىم بار. قارسى العان ۋاقىتتى، ماڭگىلىك دوسىنداي. ءبىزدىڭ ەل باقىتتى، ءبىزدىڭ ەل وسىنداي! قايىرماسى | 𐰀𐰡𐰣: 𐰜𐰤: 𐰀𐰽𐰯𐰣𐰃 ‎:𐰀𐰡𐰣: 𐰓𐰤: 𐰑𐰞𐰽𐰃 ‎:𐰀𐰼𐰠𐰚𐱅𐰭: 𐰑𐰽𐱃𐰣𐰃 ‎:𐰀𐰠𐰢𐰀: 𐰴𐰺𐰲𐰃 ‎:𐰀𐰔𐰠𐰓𐰤: 𐰀𐰼: 𐰓𐰏𐰤 ‎:𐰑𐰭𐰶𐰢𐰔: 𐰲𐰶𐱃𐰃: 𐰍𐰆𐰖 ‎:𐰣𐰢𐰽𐰣: 𐰋𐰼𐰢𐰏𐰤 ‎:𐰴𐰔𐰍𐰢: 𐰢𐰶𐱃𐰃: 𐰍𐰆𐰖 ‎:𐰴𐰖𐰺𐰢𐰽𐰃 ‎:𐰢𐰤𐰭: 𐰀𐰠𐰢: 𐰢𐰤𐰭: 𐰀𐰠𐰢 𐰏𐰇𐰠𐰭: 𐰉𐰆𐰞𐰯: 𐰀𐰏𐰠𐰢𐰤 ‎:𐰘𐰺𐰭: 𐰉𐰆𐰞𐰯: 𐱅𐰇𐰏𐰠𐰢𐰤: 𐰀𐰠𐰢 ‎:𐱃𐰆𐰍𐰣: 𐰘𐰼𐰢: 𐰢𐰤𐰭: 𐰴𐰔𐰴𐰽𐱃𐰣𐰢 ‎:𐰆𐰺𐰯𐰴𐰴𐰀: 𐰖𐰆𐰞: 𐰀𐰲𐰴𐰣 ‎:𐰚𐰭: 𐰉𐰖𐱃𐰴: 𐰘𐰼𐰢: 𐰉𐰺 ‎:𐰋𐰼𐰠𐰏𐰃: 𐰖𐰺𐰿𐰴𐰣 𐱅𐰆𐰠𐰾𐰔: 𐰀𐰠𐰢: 𐰉𐰺 ‎:𐰴𐰺𐱁𐰃: 𐰀𐰞𐰍𐰣: 𐰆𐰶𐱃𐱃𐰃 ‎:𐰢𐰭𐰏𐰠𐰚: 𐰑𐰆𐰽𐰣𐰑𐰖 ‎:𐰋𐰔𐰓𐰭: 𐰀𐰠: 𐰉𐰶𐱃𐱃𐰃 ‎:𐰋𐰔𐰓𐰭: 𐰀𐰠: 𐰆𐰽𐰣𐰑𐰖 :𐰴𐰖𐰺𐰢𐰽𐰃 | [ɑɫˈtən kʉn ɑspɑˈnə ǀ] [ɑɫˈtən dɛn dɑɫɑˈsə ǀ] [jerlɘkˈtɘŋ dɑstɑˈnə ǀ] [jelɘˈmʲe qɑrɑˈʃə ǁ] [jeʒʲelˈdʲen jer dʲeˈgʲen ǀ] [dɑɴqəˈməz ʃəqˈtə ʁoj ǁ] [nɑməˈsən bʲermʲeˈgʲen ǀ] [qɑzɑˈʁəm məqˈtə ʁoj ǁ] [qɑjərmɑˈsə] [mʲeˈnɘŋ jeˈlɘm ǀ mʲeˈnɘŋ jeˈlɘm ǀ] [ɡʉˈlɘŋ boˈɫəp ǀ jeɣɘˈlʲemɘn ǀ] [ʒəˈrəŋ boˈɫəp tɵɣɘˈlʲemɘn ǀ jeˈlɘm ǁ] [tuˈʁɑn ʒʲeˈrɘm mʲeˈnɘŋ ǀ qɑˌzɑq(ə)stɑˈnəm ǁ] [ʊrpɑqˈqɑ ʒoɫ ɑʃˈqɑn ǀ] [kʲeŋ bɑjˈtɑq ʒʲeˈrɘm bɑr ǁ] [bɘrlɘˈɣɘ ʒɑrɑsˈqɑn ǀ] [tɛˈɥelsɘz jeˈlɘm bɑr ǁ] [qɑrs‿ɑɫˈʁɑn wɑχətˈtə ǀ] [mɛŋgɘˈlɘk dosənˈdɑj ǁ] [bɘzˈdɘŋ jel bɑχətˈtə ǀ] [bɘzˈdɘŋ jel wosənˈdɑj ǁ] [qɑjərmɑˈsə] |

### Traduzioni
| Traduzione letterale italiana | Traduzione poetica russa |
| --- | --- |
| Dorato sole nel cielo, Dorato grano nel granaio, Legenda di valore – Questo è il mio Paese! Nella Grande Antichità Naque la nostra gloria, Pieno di ego e forza, Così è il mio popolo Kazako! Coro: Mia Patria, mia Patria, Come il tuo fiore crescerò, come la tua canzone canterò, Oh mia terra natale – il Kazakistan! Mi sono espanso E un cammino si aprì al futuro. Ho un indipendente, Popolo unito. Come un vecchio amico La nostra terra felice, Il nostro popolo felice, Ben riceve il futuro! Coro | Солнца свет в небесах, Урожай на полях, Песнь о смелых сынах Прославляют в веках! Слава нашей земли С давних пор на устах. Как ты горд и силён, Мой родной Казахстан! Припев: Край мой родной! Мой народ со мной! В поле цветок, взращенный тобой. Песня звенит на устах народа: Родина — свобода — вечный Казахстан! Все пути предо мной Распахнул шар земной, И сплочённый народ В светлый путь нас зовёт. Кровных уз и добра, Счастья нового дня – Ты, отчизна моя, Всё дала мне сполна! Припев |

## Errori d'utilizzo
Il 22 marzo 2012, in un torneo internazionale di tiro a segno in Kuwait, la medaglia d'oro fu vinta da un'atleta kazaka, Mariya Dmitriyenko. Al momento della consegna della medaglia, anziché l'inno vero e proprio fu fatta suonare la sua parodia contenuta nel film Borat (che mostra i kazaki come popolo arretrato e bigotto, lodato per le sue enormi esportazioni di potassio, per essere amico di tutti i popoli, tranne gli Uzbeki, e per le prostitute più pulite della regione, tranne quelle del Turkmenistan). L'incidente fu spiegato con il fatto che gli organizzatori non disponevano di basi per gli inni nazionali, e hanno dovuto scaricare l'inno pochi istanti prima da YouTube, sbagliando video.
La parodia era già stata duramente attaccata dal 1º presidente kazako Nursultan Äbişulı Nazarbaev, in quanto offensiva alla sua nazione.